# 시청광장 (탈린)

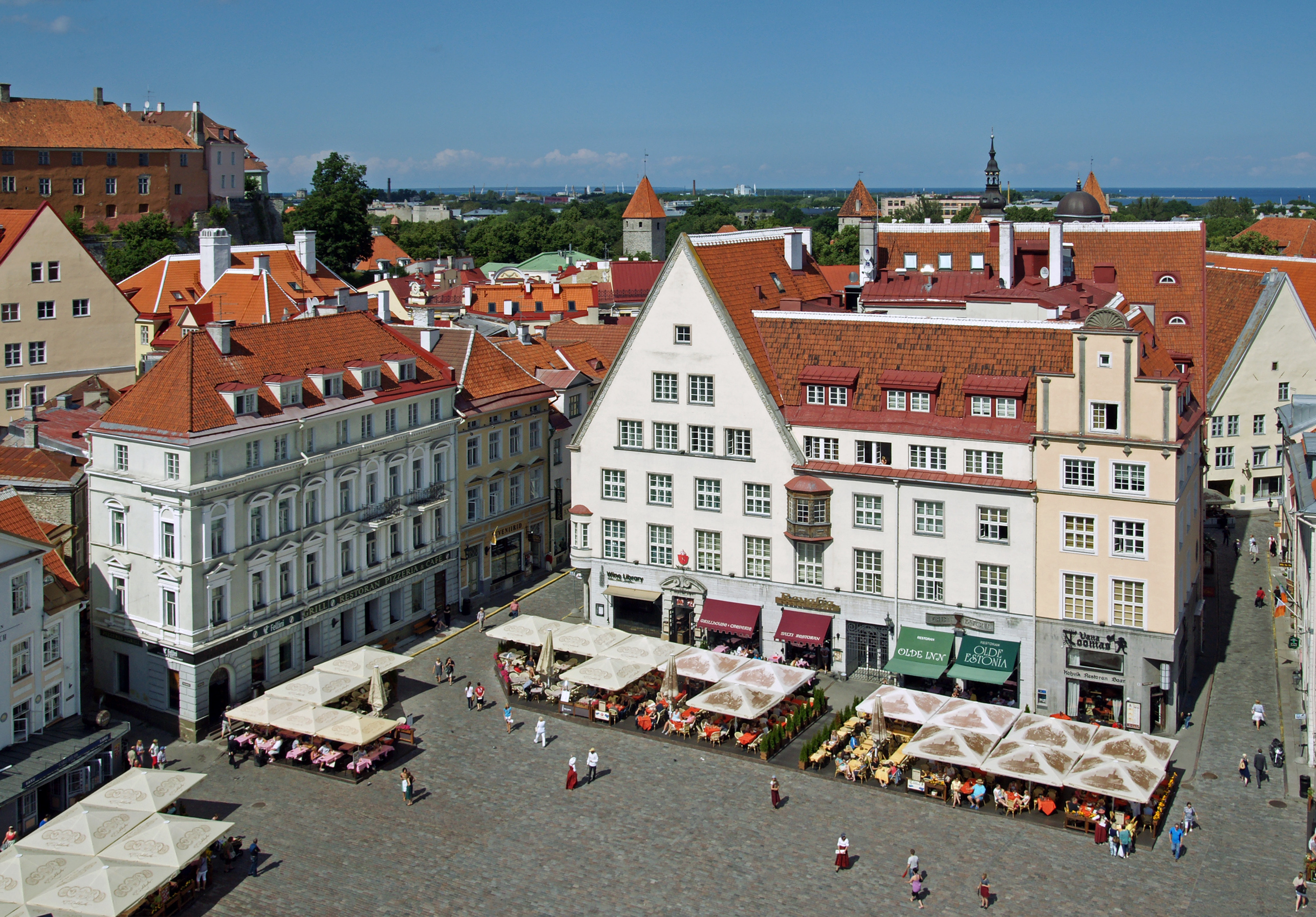
시청광장

시청광장(에스토니아어: Raekoja plats)은 에스토니아 탈린에 있는 광장이다. 탈린 구시가지 중심에 있는 탈린 시청사 옆에 있다.
이곳은 수많은 축제나 콘서트를 위한 장소이며, 여러 바와 레스토랑이 인근에 있다. 광장에는 또한 정기적으로 시장이 열리며, 많은 노점에서 전통적인 에스토니아 기념품을 판매한다.
시청 옆에는 라에아프티크 (시청 약국)가 있는데, 유럽에서 가장 오랫동안 지속적으로 운영되어 온 약국 중 하나로, 15세기 초부터 같은 건물에서 항상 사업을 해왔다.